# Fensteraxt

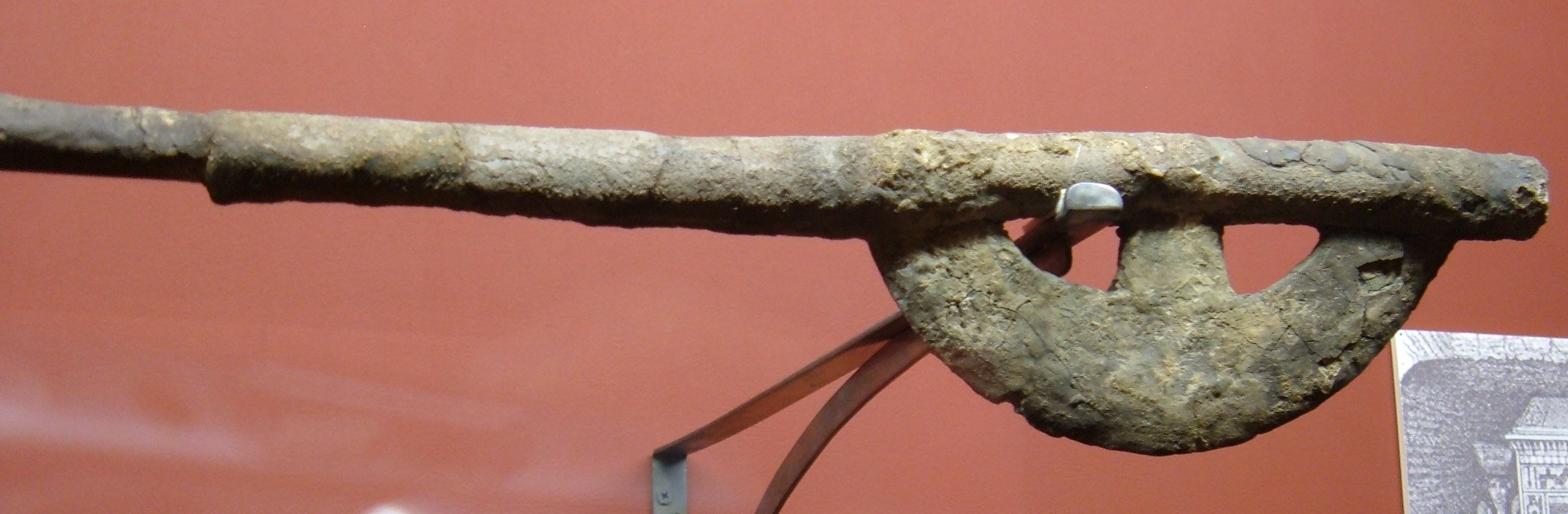
Ägyptische Fensteraxt aus Kupfer

3D-Grafik einer Eye-Axt

Vektorgrafik einer Duck-bill-Axt

Die Fensteraxt, auch Syrische Axt genannt, ist eine Waffe, die Ende des 3. Jahrtausends v. Chr. (Frühbronzezeit IV) in Vorderasien erschien und bis Mitte des 2. Jahrtausends v. Chr. (Mittelbronzezeit II) benutzt wurde. Exemplare stammen aus Ägypten, der Levante, Anatolien, Mesopotamien und dem West-Iran. Die Fensteraxt gehört zur Gattung der Tüllenäxte und trägt ihren Namen aufgrund ihrer charakteristischen Öffnungen oder „Fenster“ im Axtblatt.

## „duck bill“ und „eye“ Äxte
Es wird zwischen zwei Arten der Fensteräxte unterschieden, der „eye axe“ (übers. „Augenaxt“) und der „duck bill axe“ (übers. „Entenschnabelaxt“), welche zwei verschiedene Stufen in der Entwicklung darstellen. Der Unterschied zwischen den beiden Typen ist hauptsächlich anhand ihrer Proportionen sichtbar: die Klinge der „duck bill“-Axt, welche starke Ähnlichkeiten mit dem Schnabel einer Ente aufweist, ist länger als die der „eye“-Axt. Ihre Laufzeiten überlappen sich.
Die Fensteraxt ist mit der Ankeraxt („anchor axe“) verwandt, die in der zweiten Hälfte des 3. Jahrtausends v. Chr. in Gebrauch war.  Diese erlebte ihre Hochphase (in Syrien und Mesopotamien) in der Akkadzeit. Der Ursprung der Ankeraxt ist umstritten: Mögliche Ursprungsgebiete sind verschiedenen Meinungen zufolge entweder Syrien, Mesopotamien oder der Iran.

## Fundorte
Mehrere Fensteräxte stammen von der levantinischen Küste, aus Ugarit (11 Exemplare) und Byblos (25 Exemplare). Sie wurden aber auch an anderen Orten gefunden, wie Hama, Yabrud und Sin el-Fil in der Levante oder Kültepe und Açem Höyük in Anatolien.
Ein besonderer „duck bill“ Axtfund stammt aus dem mittelbronzezeitlichen Friedhof von Baghuz, nahe Mari in Syrien. Dort wurden insgesamt elf Äxte als Grabbeigaben gefunden, einige noch mit langem hölzernen Griff.

## Funktionaler Aspekt
Es wird häufig diskutiert, ob die Fensteraxt für den Kampf oder für rituelle Zwecke verwendet wurde. Die „duck bill“ Äxte wurden in Gräbern von Kriegern, auch zusammen mit anderen Waffen gefunden. Die „eye“ Äxte waren leicht und klein, daher wohl nicht wirklich kampfgeeignet.